# Людовик (король Сицилии)
Людовик Дитя (сиц. Luiggi, итал. Ludovico; 1337, Катания — 16 октября 1355, Ачи) — король Сицилийского королевства (официально король Тринакрии) с 1342 года из Барселонской (в Сицилии — Арагонской) династии. Старший сын короля Сицилии Педро II и Елизаветы Каринтийской.
Вступил на престол Сицилии 15 августа 1342 года после смерти отца, Педро II. Так как Людовик был в этот момент несовершеннолетним, над ним было установлено регентство его матери Елизаветы Каринтийской и дяди Джованни, графа Рандаццо. До 1347 года Людовик жил и воспитывался во владениях своего дяди. В 1347 году на Сицилии началась эпидемия бубонной чумы — Черная смерть, сыгравшая роковую роль для судеб многих членов правящей династии. 3 апреля 1348 года от чумы скончался Джованни Рандаццо, передав регентство Бласко де Алагона, каталонцу по происхождению.
Джованни Рандаццо достаточно успешно сдерживал тлеющий конфликт между короной и недовольными баронами. Переход регентства в руки Бласко де Алагона в 1348 году, бывшего в глазах сицилийцев иностранцем, всколыхнул вражду между противоборствующими баронскими группировками: filoangioini («коренные» сицилийские фамилии, готовые примириться с Анжуйским домом, — Кьярамонте, Палицци, Скалоро-деи-Уберти) и filoaragonesi (арагонско-каталонская знать, связанная с Арагонским домом, — Алагона, Вентимилья, Перальта). Регент Бласко де Алагона, в силу своего происхождения, находился на стороне проарагонской партии. Конфликт перерос в гражданскую войну, продолжавшуюся с 1348 по 1350 годы.
В 1352—1354 годах регентство над несовершеннолетним Людовиком осуществляла одна из его сестер — Констанция (1324 — 23 октября 1355).
В 1355 году возобновилась эпидемия чумы. Людовик, на глазах которого умер от чумы его кузен Федериго Рандаццо, пытался скрыться от эпидемии в Ачи-Кастелло. Здесь он и умер от чумы 16 октября 1355 года, не оставив детей. Ему наследовал его несовершеннолетний брат Федериго III. Людовик похоронен в кафедральном соборе Катании, рядом с дедом Федериго II и дядей Джованни Рандаццо.